# Кабанес (Жирона)
Кабанас  (кат. Cabanes) - муніципалітет, розташований в Автономній області Каталонія, в Іспанії. Знаходиться у районі (кумарці) Ал Ампурда провінції Жирона, згідно з новою адміністративною реформою перебуватиме у складі баґарії Жирона.

## Населення
Населення міста (у 2007 р.) становить 916 осіб (з них менше 14 років - 16,8%, від 15 до 64 - 64%, понад 65 років - 19,2%). У 2006 р. народжуваність склала 9 осіб, смертність - 3 особи, зареєстровано 4 шлюби. У 2001 р. активне населення становило 373 особи, з них безробітних - 11 осіб.

Серед осіб, які проживали на території міста у 2001 р., 596 народилися в Каталонії (з них 499 осіб у тому самому районі, або кумарці), 113 осіб приїхало з інших областей Іспанії, а 50 осіб приїхало з-за кордону. 

Університетську освіту має 8,5% усього населення. 

У 2001 р. нараховувалося 273 домогосподарства (з них 20,9% складалися з однієї особи, 30,8% з двох осіб,17,9% з 3 осіб, 17,2% з 4 осіб, 9,2% з 5 осіб, 2,2% з 6 осіб, 1,1% з 7 осіб, 0,4% з 8 осіб і 0,4% з 9 і більше осіб).

Активне населення міста у 2001 р. працювало у таких сферах діяльності : у сільському господарстві - 15,2%, у промисловості - 16,6%, на будівництві - 14,9% і у сфері обслуговування -53,3%. 

 У муніципалітеті або у власному районі (кумарці) працює 200 осіб, поза районом - 220 осіб.

### Безробіття
У 2007 р. нараховувалося 20 безробітних (у 2006 р. - 25 безробітних), з них чоловіки становили 50%, а жінки - 50%.

## Економіка

### Підприємства міста

#### Промислові підприємства
| \| Промислові підприємства міста, за сферою діяльності \| Промислові підприємства міста, за сферою діяльності \| Промислові підприємства міста, за сферою діяльності \| \| Рік \| 2002 р. \| 2001 р. \| \| --------------------------------------------------- \| --------------------------------------------------- \| --------------------------------------------------- \| \| Енергетичні та водні ресурси \| 0% \| 0% \| \| Хімія та метали \| 0% \| 0% \| \| Переробка металів \| 54,5% \| 53,8% \| \| Продукти харчування \| 9,1% \| 7,7% \| \| Текстиль \| 0% \| 0% \| \| Виробництво меблів, видання \| 27,3% \| 23,1% \| \| Інше \| 9,1% \| 15,4% \| \| Усього підприємств \| 11 \| 13 \| |         |         |
| Промислові підприємства міста, за сферою діяльності |         |         |
| Рік | 2002 р. | 2001 р. |
| Енергетичні та водні ресурси | 0%      | 0%      |
| Хімія та метали | 0%      | 0%      |
| Переробка металів | 54,5%   | 53,8%   |
| Продукти харчування | 9,1%    | 7,7%    |
| Текстиль | 0%      | 0%      |
| Виробництво меблів, видання | 27,3%   | 23,1%   |
| Інше | 9,1%    | 15,4%   |
| Усього підприємств | 11      | 13      |

#### Роздрібна торгівля
| \| Підприємства роздрібної торгівлі міста, за сферою діяльності \| Підприємства роздрібної торгівлі міста, за сферою діяльності \| Підприємства роздрібної торгівлі міста, за сферою діяльності \| \| Рік \| 2002 р. \| 2001 р. \| \| ------------------------------------------------------------ \| ------------------------------------------------------------ \| ------------------------------------------------------------ \| \| Продукти харчування \| 57,1% \| 56,2% \| \| Одяг та взуття \| 14,3% \| 12,5% \| \| Товари для дому \| 14,3% \| 18,8% \| \| Книги та періодичні видання \| 0% \| 0% \| \| Промислова хімічна продукція \| 7,1% \| 6,2% \| \| Продукція, пов'язана з транспортними засобами \| 0% \| 0% \| \| Інше \| 7,1% \| 6,2% \| \| Усього підприємств \| 14 \| 16 \| |         |         |
| Підприємства роздрібної торгівлі міста, за сферою діяльності |         |         |
| Рік | 2002 р. | 2001 р. |
| Продукти харчування | 57,1%   | 56,2%   |
| Одяг та взуття | 14,3%   | 12,5%   |
| Товари для дому | 14,3%   | 18,8%   |
| Книги та періодичні видання | 0%      | 0%      |
| Промислова хімічна продукція | 7,1%    | 6,2%    |
| Продукція, пов'язана з транспортними засобами | 0%      | 0%      |
| Інше | 7,1%    | 6,2%    |
| Усього підприємств | 14      | 16      |

#### Сфера послуг
| \| Підприємства міста, що працюють у сфері послуг, за діяльністю \| Підприємства міста, що працюють у сфері послуг, за діяльністю \| Підприємства міста, що працюють у сфері послуг, за діяльністю \| \| Рік \| 2002 р. \| 2001 р. \| \| ------------------------------------------------------------- \| ------------------------------------------------------------- \| ------------------------------------------------------------- \| \| Гуртова торгівля \| 29,4% \| 35,5% \| \| Готелі та готельний бізнес \| 5,9% \| 6,5% \| \| Транспорт та зв'язок \| 8,8% \| 6,5% \| \| Посередницькі фінансові послуги \| 2,9% \| 3,2% \| \| Послуги підприємствам \| 0% \| 0% \| \| Послуги фізичним особам \| 35,3% \| 32,3% \| \| Нерухомість та ін. \| 17,6% \| 16,1% \| \| Усього підприємств \| 34 \| 31 \| |         |         |
| Підприємства міста, що працюють у сфері послуг, за діяльністю |         |         |
| Рік | 2002 р. | 2001 р. |
| Гуртова торгівля | 29,4%   | 35,5%   |
| Готелі та готельний бізнес | 5,9%    | 6,5%    |
| Транспорт та зв'язок | 8,8%    | 6,5%    |
| Посередницькі фінансові послуги | 2,9%    | 3,2%    |
| Послуги підприємствам | 0%      | 0%      |
| Послуги фізичним особам | 35,3%   | 32,3%   |
| Нерухомість та ін. | 17,6%   | 16,1%   |
| Усього підприємств | 34      | 31      |

## Житловий фонд
У 2001 р. 1,8% усіх родин (домогосподарств) мали житло метражем до 59 м², 16,1% - від 60 до 89 м², 52% - від 90 до 119 м² і
30% - понад 120 м².

З усіх будівель у 2001 р. 30,5% було одноповерховими, 67,5% - двоповерховими, 1,7
% - триповерховими, 0% - чотириповерховими, 0% - п'ятиповерховими, 0,3% - шестиповерховими,
0% - семиповерховими, 0% - з вісьмома та більше поверхами.

## Автопарк
| \| Автомобілі, зареєстровані у місті, за призначенням \| Автомобілі, зареєстровані у місті, за призначенням \| Автомобілі, зареєстровані у місті, за призначенням \| \| Рік \| 2006 р. \| 2005 р. \| \| -------------------------------------------------- \| -------------------------------------------------- \| -------------------------------------------------- \| \| Приватні автомобілі \| 60,1% \| 60,4% \| \| Мотоцикли \| 8,9% \| 8,6% \| \| Вантажівки \| 28,1% \| 28,7% \| \| Трактори \| 0,3% \| 0,2% \| \| Автобуси та ін. \| 2,6% \| 2,2% \| \| Усього автомобілів \| 898 шт. \| 876 шт. \| |         |         |
| Автомобілі, зареєстровані у місті, за призначенням |         |         |
| Рік | 2006 р. | 2005 р. |
| Приватні автомобілі | 60,1%   | 60,4%   |
| Мотоцикли | 8,9%    | 8,6%    |
| Вантажівки | 28,1%   | 28,7%   |
| Трактори | 0,3%    | 0,2%    |
| Автобуси та ін. | 2,6%    | 2,2%    |
| Усього автомобілів | 898 шт. | 876 шт. |

## Вживання каталанської мови
У 2001 р. каталанську мову у місті розуміли 96,8% усього населення (у 1996 р. - 95,3%), вміли говорити нею 85,1% (у 1996 р. - 
86,6%), вміли читати 82,3% (у 1996 р. - 81,4%), вміли писати 46,2
% (у 1996 р. - 52,9%). Не розуміли каталанської мови 3,2%.

## Політичні уподобання
У виборах до Парламенту Каталонії у 2006 р. взяло участь 373 особи (у 2003 р. - 451 особа). Голоси за політичні сили розподілилися таким чином:
| \| Вибори до Парламенту Каталонії \| Вибори до Парламенту Каталонії \| Вибори до Парламенту Каталонії \| \| Рік \| 2006 р. \| 2003 р. \| \| -------------------------------------- \| ------------------------------ \| ------------------------------ \| \| Конвергенція та Єднання (CiU) \| 48,8% \| 40,4% \| \| Соціалістична партія Каталонії (PSC) \| 17,7% \| 19,1% \| \| Народна партія (PP) \| 7,2% \| 10,4% \| \| Ініціатива за зелену Каталонію (IC) \| 7% \| 2,9% \| \| Республіканська лівиця Каталонії (ERC) \| 15,8% \| 26,2% \| \| Громадянська партія (C's) \| 0% \| 0% \| \| Інші \| 3,5% \| 1,1% \| |         |         |
| Вибори до Парламенту Каталонії |         |         |
| Рік | 2006 р. | 2003 р. |
| Конвергенція та Єднання (CiU) | 48,8%   | 40,4%   |
| Соціалістична партія Каталонії (PSC) | 17,7%   | 19,1%   |
| Народна партія (PP) | 7,2%    | 10,4%   |
| Ініціатива за зелену Каталонію (IC) | 7%      | 2,9%    |
| Республіканська лівиця Каталонії (ERC) | 15,8%   | 26,2%   |
| Громадянська партія (C's) | 0%      | 0%      |
| Інші | 3,5%    | 1,1%    |

У муніципальних виборах у 2007 р. взяло участь 428 осіб (у 2003 р. - 496 осіб). Голоси за політичні сили розподілилися таким чином:
| \| Муніципальні вибори \| Муніципальні вибори \| Муніципальні вибори \| \| Рік \| 2007 р. \| 2003 р. \| \| -------------------------------------- \| ------------------- \| ------------------- \| \| Конвергенція та Єднання (CiU) \| 0% \| 8,1% \| \| Соціалістична партія Каталонії (PSC) \| 33,2% \| 22,4% \| \| Народна партія (PP) \| 0% \| 0% \| \| Ініціатива за зелену Каталонію (IC) \| 0% \| 0% \| \| Республіканська лівиця Каталонії (ERC) \| 66,8% \| 69,6% \| \| Громадянська партія (C's) \| 0% \| 0% \| \| Інші \| 0% \| 0% \| |         |         |
| Муніципальні вибори |         |         |
| Рік | 2007 р. | 2003 р. |
| Конвергенція та Єднання (CiU) | 0%      | 8,1%    |
| Соціалістична партія Каталонії (PSC) | 33,2%   | 22,4%   |
| Народна партія (PP) | 0%      | 0%      |
| Ініціатива за зелену Каталонію (IC) | 0%      | 0%      |
| Республіканська лівиця Каталонії (ERC) | 66,8%   | 69,6%   |
| Громадянська партія (C's) | 0%      | 0%      |
| Інші | 0%      | 0%      |